# Mary Jeanne Kreek
Mary Jeanne Kreek (1937-27 de marzo de 2021) fue una neurobióloga estadounidense especializada en el estudio y tratamiento de la adicción. Es  conocida por su trabajo con Marie Nyswander y Vincent Dole en el desarrollo de la terapia con metadona para la adicción a la heroína.

## Biografía
Su padre, Louis Francis Kreek, fue un examinador jefe y miembro de la Junta de la Oficina de Patentes y Marcas de Estados Unidos.
Kreek se graduó con una licenciatura en química del Wellesley College en 1958, y en 1962 recibió su doctorado en medicina de la Universidad de Columbia en el Colegio de Médicos y Cirujanos.
El 24 de enero de 1970 se casó con Robert A. Schaefer.

## Trayectoria
Kreek completó una beca en gastroenterología en el Hospital presbiteriano de Nueva York después de completar su doctorado. Enseñó medicina en el Cornell Medical College.

En 2000, fue nombrada miembro de la Academia de Ciencias de Nueva York, y en 2004 recibió el premio Alumni Gold Medal de la Facultad de Médicos y Cirujanos de la Universidad de Columbia por su «excelencia en medicina». En 2014, Kreek recibió el premio a la Trayectoria del Instituto Nacional sobre el Abuso de Drogas.
En 2015, fue nombrada médica senior, profesora Patrick E. y Beatrice M. Haggerty, y jefa del Laboratorio de Biología de Enfermedades Adictivas en la Universidad Rockefeller.
Falleció el 27 de marzo de 2021, cuando tenía 84 años. 